# Clean Team
Ein Clean Team ist ein Team, das im Rahmen der Due Diligence beim Kauf eines Unternehmens oder einer Unternehmensbeteiligung häufig gebildet wird und während der Prüfung mit wettbewerbsrelevanten Informationen – wie z. B. Umsätzen oder Kundenlisten – in Berührung kommt.

## Grund für den Einsatz
Grund für den Einsatz eines solchen Teams ist es, Kartellverstöße bei Transaktionen wie einer Fusion von Unternehmen zu vermeiden. Bevor die Kooperation startet, sind schließlich zwei verschiedene Unternehmen vorhanden, die nun Informationen zwischen Wettbewerbern austauschen. Das ist aber nur in engen Grenzen gestattet. Es drohen Verstöße gegen § 1 GWB bzw. Art. 101 AEUV. Das Clean Team analysiert dabei alle wettbewerbsrechtlichen Komponenten.

## Bestandteile eines Clean Teams
Das Clean Team besteht primär aus externen Dritten, wie z. B. ehemaligen Angestellten oder externen Beratern. Teilweise können auch Angestellte der einzelnen Unternehmen zum Einsatz kommen. Wichtig dabei ist, dass diese nicht direkt im operativen Geschäft mitwirken.
Im Falle, dass die Fusion scheitert, sollten die Mitglieder für einen Übergangszeitraum nicht mehr im operativen Bereich tätig werden.

## Grober Ablauf
Im ersten Schritt unterzeichnen Mitglieder eine Verschwiegenheitserklärung. Eine Zusammenfassung, wer wann welche Information gesehen hat, kann z. B. in einem Data-Room erfolgen.